# Die Burgen des Chaos
Die Burgen des Chaos ist der fünfte von zehn Romanen im Fantasy-Zyklus Die Chroniken von Amber des US-amerikanischen Autors Roger Zelazny. Er wurde erstmals 1978 als The Courts of Chaos von Doubleday veröffentlicht. Auf Deutsch wurde der Roman unter dem Titel Die Burgen des Chaos publiziert, der in der Übersetzung durch Thomas Schlück 1981 bei Heyne erschien. Das Buch setzt direkt mit dem vorherigen Band Die Hand Oberons fort und beginnt mit einer Zusammenfassung des dritten Bandes.
Corwin muss die gesamte Länge des Multiversums durchreisen, von Amber bis zu den Höfen des Chaos, während Oberon versucht, das Muster zu reparieren. Währenddessen verfolgt Brand Corwin und versucht, das Juwel des Geschicks zu stehlen.
Dieses Buch beendet die Originalserie, die von Corwin erzählt wird. Die nächste Serie beginnt mit Die Trümpfe des Jüngsten Gerichts und folgt seinem Sohn Merlin als Protagonisten.

## Handlung
Corwin schmollt in der Bibliothek von Schloß Amber, während Oberon der Familie Befehle erteilt. Random überredet Corwin zu gehen, aber sie werden von einer unsichtbaren Kraft zurückgehalten. Sie sehen zu, wie Corwins Schwert erscheint und Benedicts neuen Arm abhackt.
Dara und Martin sind bei Benedict. Corwin erfährt von Martins Trumpf, dass der Armbrustschütze, der ihn verschont hat, Merlin ist. Dara erzählt, wie Brand mit den Burgen des Chaos verhandelt hat. Sie wollten ihn durch Merlin ersetzen, aber Dara befürchtete, dass keiner ihr Wort halten würde.
Immer noch nicht überzeugt, kontaktiert Corwin Fiona. Sie bestätigt Daras Autorität und sagt, dass Oberon dabei ist, das Muster zu reparieren. In der Hoffnung, Oberon zu retten, greift Corwin nach dem Juwel, aber er ist von Oberons Magie blockiert.
Oberon hat ein letztes Gespräch mit seinem Sohn. Corwin erklärt, dass er nicht länger regieren will.
Nachdem Corwin Daras Autorität im gemeinsamen Kampf gegen Brand bestätigt hat, nutzt Benedict den Trumpf der Burgen des Chaos, um seinen Angriff zu beginnen. Dara spricht mit Corwin. Dara geht dann, um dem Rest der Familie ihre Befehle zu geben. Gérard wird befohlen zu bleiben und Amber zu bewachen, während Julian und Random in Arden bleiben sollen.
Oberon kommt an und bittet Corwin um etwas von seinem Blut. Er haucht dem Blut Leben ein, und es wird zu einem roten Raben. Oberon sagt Corwin, dass der Rabe ihm durch den Schatten folgen wird. Corwins Befehl lautet, so schnell wie möglich in Richtung Chaos zu reiten. Er muss das Juwel durch den Schatten tragen.
Corwin verabschiedet sich von seinem Vater und macht sich auf den Weg. Jetzt, da er weiß, dass Amber nur der erste Schatten ist, stellt er fest, dass er Schatten dorthin leichter verschieben kann. Als er in Richtung Chaos reitet, folgt er der Schwarzen Straße. Nach einer Weile bemerkt er, dass die schwarze Straße auseinanderzubrechen beginnt; Kurz darauf kommt der Rabe und gibt ihm das Juwel. Corwin ist sich nicht sicher, ob dies bedeutet, dass Oberon erfolgreich war oder versagt hat und damit gestorben ist.
Brand erscheint und sagt ihm, dass er gesehen hat, wie Oberon versagt hat, und dass Corwin ihm das Juwel geben muss, damit er ein neues Muster erstellen kann. Corwin weigert sich und zwingt Brand zu gehen. Er bemerkt einen ungewöhnlich großen Sturm, der ihm folgt, und flüchtet in eine Höhle. Der andere Bewohner der Höhle, ein namenloser Fremder, der ebenfalls Schutz vor dem Sturm gesucht hat, erwähnt beiläufig einige lokale Legenden über den Erzengel Corwin, der gemäß der Schrift am Ende die Welt vor einem Sturm retten wird. Der echte Corwin tut diese Geschichte als Unsinn ab und befiehlt dem Juwel, den Sturm zu unterdrücken. Schließlich schläft Corwin ein.
Als er aufwacht, wurde sein Pferd entführt. Er verabschiedet sich von dem Fremden und verfolgt sein Pferd zu einer Höhle, die von einem großen Felsbrocken blockiert wird, den er zerschmettert. Drinnen feiern Kobolde ein Fest. Als sie seine große Stärke bemerken, bringen sie sein Pferd zurück und laden ihn ein, sich ihnen anzuschließen. Er erliegt ihrem seltsamen Charme und beginnt einzuschlafen, wacht aber rechtzeitig auf, um zu sehen, wie sie sich darauf vorbereiten, ihn abzuschlachten. Er wacht auf und eilt nach draußen. Als er geht, erkennt ihn der Anführer des kleinen Volkes als den Erzengel Corwin aus lokalen Legenden, der zuvor von dem namenlosen Fremden erwähnt wurde.
Er beginnt, sich in den Schatten zu bewegen, aber als er sich weiter von der Höhle entfernt, in der er geschlafen hat, beginnt das Universum um ihn herum auseinanderzubrechen. Er erkennt, dass der Sturm eine Welle des Chaos ist, die sich von Amber entfernt, während das Multiversum zerstört wird. Er beginnt zu zweifeln, ob Oberon erfolgreich war.
Mit Hilfe des Juwels kann er den Sturm überwältigen und in das sich langsam auflösende Multiversum zurückkehren. Eine fremde Dame isst mit ihm und versucht ihn zu verführen, aber er erinnert sich an seine Begegnung mit der blassen Dame auf der schwarzen Straße (die möglicherweise eine Kopie von Dara war) und dass er Zeitdruck hatte und lehnt ab. Brand überfällt ihn mit einer Armbrust und verwundet sein Pferd tödlich, aber der Blutrabe taucht wieder auf und reißt Brand eines der Augen aus. Corwin nutzt die Gelegenheit und flüchtet zu Fuß weiter.
Corwin schneidet von einem seltsam geformten Baum einen Ast als Gehstock ab. Der Baum spricht zu ihm und beschwert sich gegen diese Verletzung. Als im Laufe des Gesprächs klar wird, dass Corwin ein Sohn Oberons ist, gibt ihm der Baum sogar seinen Segen. Der Baum erklärt, dass er Ygg sein, den Oberon in Ambers ferner Vergangenheit gepflanzt hat, um die Grenze zwischen Ordnung und Chaos zu markieren. Ygg gibt Corwin noch den Hinweis, dass dieser den Ast irgendwo platzieren und anpflanzen kann, so dass aus diesem Ast ein neuer Baum entsteht.
Ein sprechender Rabe namens Hugi kommt an und versucht, Corwin mit fatalistischer Philosophie abzulenken. Es zeigt Corwin den Kopf eines größtenteils ertrunkenen Riesen, der nicht einmal die Möglichkeit einer Rettung hat. Ein mythologischer Schakal bietet an, Corwin auf einer Abkürzung zu den Höfen des Chaos zu führen, führt ihn aber stattdessen zu seinem Versteck, wo Corwin ihn in einem Kampf tötet. Er findet schließlich einen Schatten am Himmel der Höfe, ist aber entsetzt, als er feststellt, dass die Höfe immer noch über einem riesigen Ödland liegen. Der Rabe Hugi kehrt zurück und sagt ihm deutlich, dass er es die ganze Zeit gewusst hat.
Als sich der metaphysische Sturm dem Chaos nähert, entscheidet Corwin, dass Oberon versagt haben muss, also pflanzt er seinen Stab ein und beginnt, das Juwel zu verwenden, um ein neues Muster zu erschaffen. Der Prozess weckt Erinnerungen an sein früheres Leben in Paris und vermittelt den Eindruck, dass diese irgendwie das neue Muster prägen. Er ist fertig, aber erschöpft und bricht im Zentrum des neuen Musters zusammen. Brand projiziert sich zu Corwin und stiehlt das Juwel. Corwin verliert das Bewusstsein.
Corwin erwacht und stellt fest, dass sich die Umgebung seines Musters verändert hat. Der Himmel ist jetzt weiß, und der Stab ist zu einem Baum gewachsen. Corwin erkennt, dass er sich im Zentrum eines Musters befindet, und befiehlt dem Muster, ihn zu den Höfen zu teleportieren.
Er erreicht die Höfe des Chaos, nur um von jemandem, der sich als Borel, Waffenmeister der Höfe des Chaos, vorstellt, zum Einzelkampf herausgefordert zu werden. Er legt seine Rüstung ab, um den Kampf fair zu gestalten, aber Corwin, der keine Zeit für einen fairen Kampf hat, tötet ihn ohne Umschweife, obwohl er sich danach leicht schuldig fühlt.
Corwin findet Brand mit Fiona, Random und Deirdre am Rande des Abyss. Fiona hält Brand psychisch gefesselt, aber Brand hat Deirdre als Geisel. Plötzlich füllt ein Bild von Oberon den Himmel und sagt ihnen, dass Corwin das Juwel benutzen muss, um sie vor dem herannahenden Chaossturm zu retten, und gibt ihnen seinen Segen. Corwin nutzt die Ablenkung und seine Einstimmung auf das Juwel, um Brand zu verbrennen, aber Brand erkennt, was passiert und verletzt Deirdre mit dem Messer. Bevor Brand sie töten kann, befreit sie sich und Brand wird von Pfeilen in Brust und Kehle getroffen. Er taumelt und packt Deirdre an den Haaren. Beide stürzen in den Abgrund. Corwin versucht ihr zu folgen und Random muss ihn bewusstlos schlagen, um ihn zu retten.
Corwin wacht auf und sieht dort Caine, gesund und munter. Er erklärt, wie er seinen eigenen Tod vortäuschte und die anderen mit den Trümpfen ausspionierte. Caine erschoss Brand mit einem speziellen Pfeil. Sie beobachten, wie Ambers Armeen die Kräfte des Chaos vernichten, während der Sturm weiter voranschreitet. Ein Trauerzug, angeführt von Dworkin, taucht aus der Sturmfront auf, begleitet von allerlei verschiedenen fantastischen Bestien. Fiona erscheint mit Daras und Corwins Sohn Merlin. Corwin diskutiert mit Fiona die Möglichkeit, dass jetzt zwei Muster existieren; sie kann sich nicht entscheiden, ob das gut oder schlecht ist. Dara kommt an, wütend auf Corwin, weil er Borel getötet hat, und geht dann. Merlin kommt mit ihr an, bleibt aber, begierig darauf, mehr über seinen Vater zu erfahren.
Das Einhorn erscheint aus dem Abyss und trägt das Juwel des Geschicks. Es untersucht nacheinander jeden der Amberiten und kniet sich dann vor Random nieder. Auch der Rest der Familie kniet vor ihm und gelobt ihm als dem neuen König die Treue. Random nimmt das Juwel und Corwin kann ihn durch den Einstimmungsprozess führen. Corwin ist erschöpft und bleibt bei Random, während die anderen zu den Höfen des Chaos weiterziehen, weil sie davon ausgehen, dort in Sicherheit zu sein. Merlin bleibt in Amber und beginnt seinen Vater auszufragen, um ihn besser kennenzulernen.
Random kontaktiert Gérard, der ihm mitteilt, dass das Multiversum in Ordnung ist, obwohl dort sieben Jahre vergangen sind. Corwin reflektiert seine veränderte Einstellung zu seiner Familie und die Veränderungen bei ihm selbst.

## Literarische Anspielungen
Corwins Begegnung mit „Lady“ enthält verschiedene Anspielungen auf die Ballade La Belle Dame sans Merci von John Keats.
Corwins Treffen mit Ygg hat eine Parallelen zu Dantes Treffen mit einem sprechenden Baum im zweiten Ring des siebten Höllenkreises in Dantes Inferno
Ygg könnte auch eine Anspielung auf Yggdrasil sein, dem mythologischen Weltenbaum der nordischen Mythologie.
Hugi könnte auf Hugin anspielen, einen der beiden mythischen Raben von Odin, ebenfalls aus der nordischen Mythologie.

## Ausgaben
- The Courts of Chaos. Doubleday, 1978, ISBN 0-385-13685-4.
  - Die Burgen des Chaos. Heyne, 1981, ISBN 3-453-30743-7.